# X-No-Archive
X-No-Archive – pole nagłówka w postingach wysyłanych do grup dyskusyjnych, którego wartość "Yes" ma zabraniać archiwizowania wiadomości przez serwery prowadzące archiwa grup dyskusyjnych, szczególnie Google.
Jak widać po nazwie zaczynającej się od prefiksu X-, jest to pole niestandardowe, czyli może być ignorowane przez standardowe serwery NNTP i czytniki news. Człon "No-Archive" oznacza "Do not archive this message" (nie archiwizuj tej wiadomości).
Składnia pola:
```
X-No-Archive: Yes
```

Niektóre systemy nie archiwizują także wiadomości, jeśli tekst ten jest pierwszym wierszem w ciele wiadomości – jest to wygodne wtedy, gdy czytnik nie daje możliwości definiowania własnych pól nagłówka.
Praktyczne użycie pola X-No-Archive pojawiło się w 1995 r., gdy powstał serwis Deja News – pierwsza szeroko zakrojona próba zarchiwizowania całego Usenetu – i uczestnicy grup dyskusyjnych zaczęli zgłaszać obawy co do poufności. Deja News odpowiedział na te obawy wprowadzeniem obsługi pola X-No-Archive.
Po wykupieniu Deja News przez Google pole to jest w dalszym ciągu respektowane, choć zasada ta ma generalnie charakter dobrowolny.
Wiele popularnych czytników zawiera standardową opcję wstawiania pola X-No-Archive do wysyłanych wiadomości, także domyślnie – do wszystkich wiadomości.
Ze względu na nieporozumienia dotyczące interpretacji nazwy pola i jego wartości w przygotowywanym RFC prawdopodobnie zostanie ono zastąpione standardowym polem "Archive", którego nazwa i interpretacja będzie bardziej jednoznaczna.